# Anthracoceros albirostris

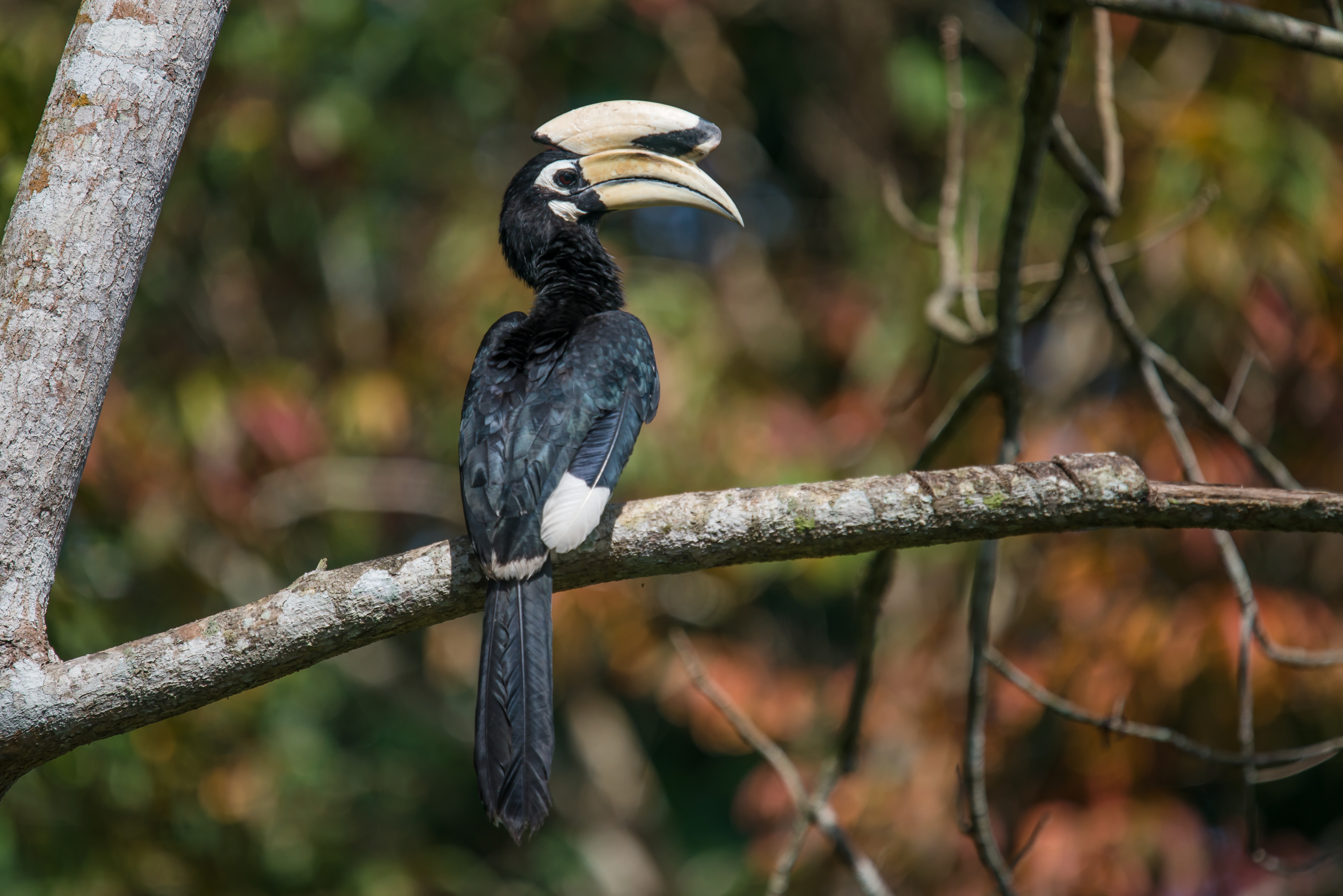
Maschio di A. a. albirostris nel parco nazionale di Kaeng Krachan.

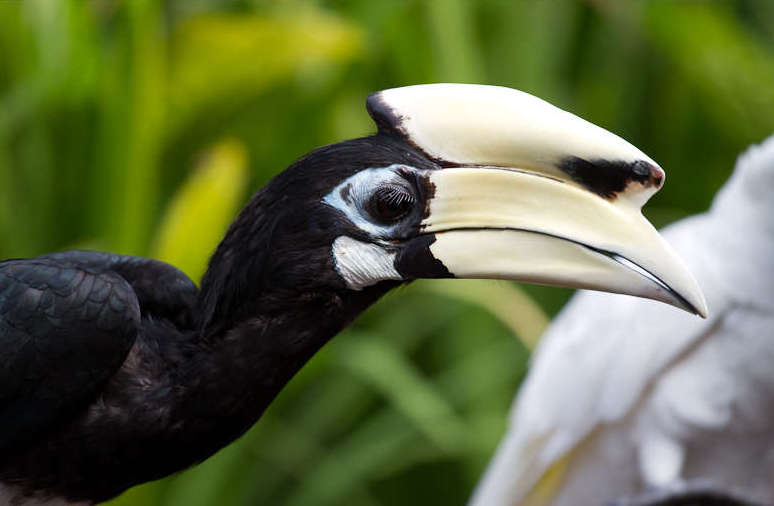
Primo piano del maschio.

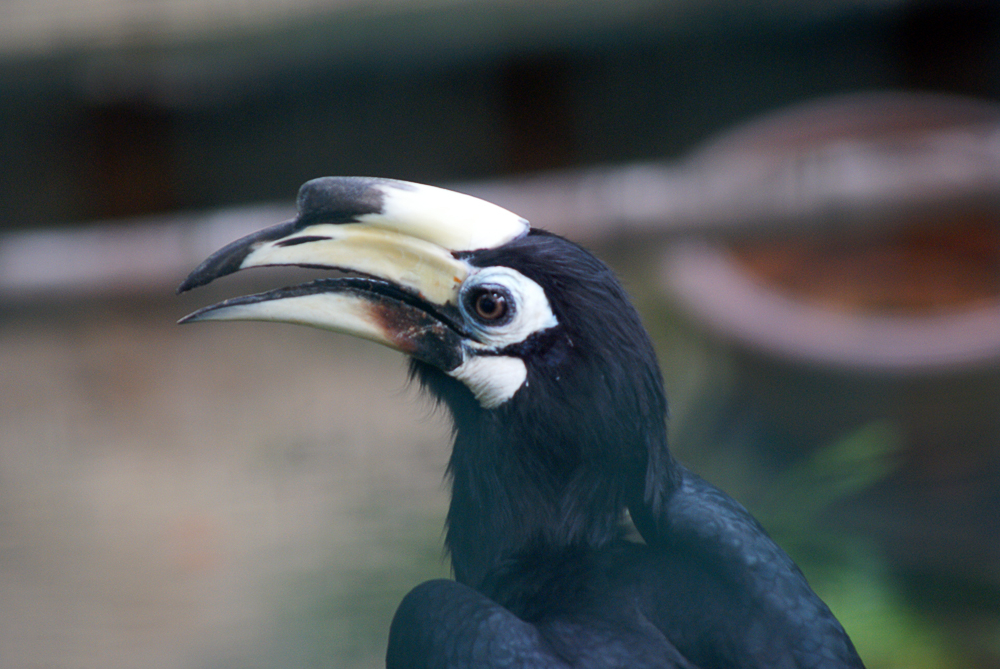
Primo piano della femmina.

Il bucero orientale (Anthracoceros albirostris (Shaw, 1808)), noto anche come bucero bianco e nero orientale, è un uccello della famiglia dei Bucerotidi originario del Sud-est asiatico. Come tutti i buceri, nidifica nelle cavità degli alberi: la femmina, all'interno della cavità, mura l'ingresso della camera di cova ad eccezione di una stretta fessura, attraverso la quale il maschio rifornisce di cibo lei e i nidiacei.
Occupa un areale molto esteso e gli ornitologi ne riconoscono due sottospecie: il bucero orientale settentrionale (A. a. albirostris), diffuso dall'India, attraverso il Nepal e la Cina, fino alla Thailandia e al nord-est della penisola malese, e il bucero orientale della Sonda (A. a. convexus), diffuso prevalentemente in Indonesia, dove è presente su numerose isole.
Nel 2016 il bucero orientale è stato valutato dalla Lista Rossa delle specie minacciate della IUCN come «specie a rischio minimo» (Least Concern).

## Descrizione
Il bucero orientale raggiunge al massimo una lunghezza di 60 centimetri. Nel maschio della sottospecie nominale A. a. albirostris il becco misura tra 11,3 e 18,7 centimetri, mentre nella femmina è più piccolo, misurando tra 11 e 15,6 centimetri. I maschi pesano tra 680 e 795 grammi, le femmine, invece, tra 567 e 680 grammi.

### Maschio
Nel maschio la testa, il collo, la parte superiore del petto, il dorso e le ali sono neri e presentano una sfumatura verdastra. La parte inferiore del petto, le cosce, l'addome e la superficie inferiore delle copritrici sono di colore bianco. Le penne della coda sono nere e presentano tutte un'ampia banda bianca all'estremità ad eccezione della coppia centrale: questa è interamente nera e sporge di 3 centimetri rispetto alle altre. Solo pochi esemplari presentano una sottile banda bianca anche all'estremità di queste due penne
Il casco che orna il becco è grande. Ha inizio alla base del becco e termina più o meno a metà della sua lunghezza. Il becco è giallo e sia il becco che il casco hanno la base nera. Il casco presenta all'estremità una macchia di colore variabile da nero a scuro. A seconda dell'età, questa zona scura può estendersi anche al becco. La pelle nuda intorno all'occhio è bianca con una macchia nera davanti all'occhio. La gola glabra è bianco-bluastra. Gli occhi sono di colore rosso scuro, le zampe e i piedi sono grigio-verdastri.

### Femmina e giovane
Le femmine sono molto simili per quanto riguarda la colorazione del piumaggio, ma nel complesso sono leggermente più piccole. Il casco è meno convesso rispetto a quello del maschio e non termina a punta. Il becco e il casco sono gialli. Le zone di colore marrone o nero di becco e casco variano da un individuo all'altro, così come nei maschi. La metà anteriore del becco è spesso nera e sulla mascella inferiore vi sono macchie marroni ai lati e alla base. Gli occhi sono marroni o grigio-brunastri.
Il piumaggio dei giovani è simile a quello degli adulti, ma le loro timoniere sono spesso più nere di quelle di questi ultimi. Il becco è molto più piccolo - il casco non si è ancora sviluppato - e di solito è completamente giallo pallido senza ulteriori segni scuri. La pelle nuda intorno all'occhio è bianca con una sfumatura rosa, quella della gola va dal color carne al blu-biancastro, gli occhi sono marrone scuro.
Nei giovani lo sviluppo del casco ha inizio uno o due mesi dopo l'involo. All'età di 12-13 mesi ha ormai assunto la sua forma definitiva, ma esso continua a crescere di dimensioni fino all'età di tre anni.

### A. a. convexus
Descritta da Coenraad Jacob Temminck nel 1831, la sottospecie A. a. convexus o bucero orientale della Sonda è simile alla forma nominale per quanto riguarda il piumaggio. Tuttavia, numerosi individui presentano delle macchie nere sulla parte bianca delle timoniere. Tale caratteristica è stata riscontrata nel 23% degli esemplari adulti e nell'88% di quelli non ancora giunti a maturità. I buceri appartenenti a questa sottospecie sono anche leggermente più grandi. Nei maschi il becco raggiunge una lunghezza di 15,5-19,7 centimetri e nelle femmine varia tra 12,4 e 15,3 centimetri. I dati in nostro possesso riguardanti il peso si riferiscono solamente ad un numero ristretto di esemplari; tuttavia, esso è in media di 907 grammi nei maschi e 879 grammi nelle femmine.
Il becco e il casco hanno una forma simile a quelli della forma nominale, ma la femmina di solito presenta meno parti nere sul becco. All'interno di questa sottospecie sono riscontrabili, tuttavia, piccole differenze morfologiche da un'isola all'altra. Nei maschi manca la macchia nera davanti all'occhio. In entrambi i sessi gli occhi sono di colore marrone chiaro-cannella, mentre i giovani hanno gli occhi grigio-brunastri.

### Voce
Il richiamo del bucero orientale è costituito da una serie di strilli nitidi, rumorosi e acuti. Tipici sono dei rumorosi kek-kek-kek-kek-kek-kek che diventano più bassi di tonalità. Il maschio emette anche una sorta di gloglottio quando la femmina lavora all'interno della cavità del nido.

## Biologia

### Alimentazione

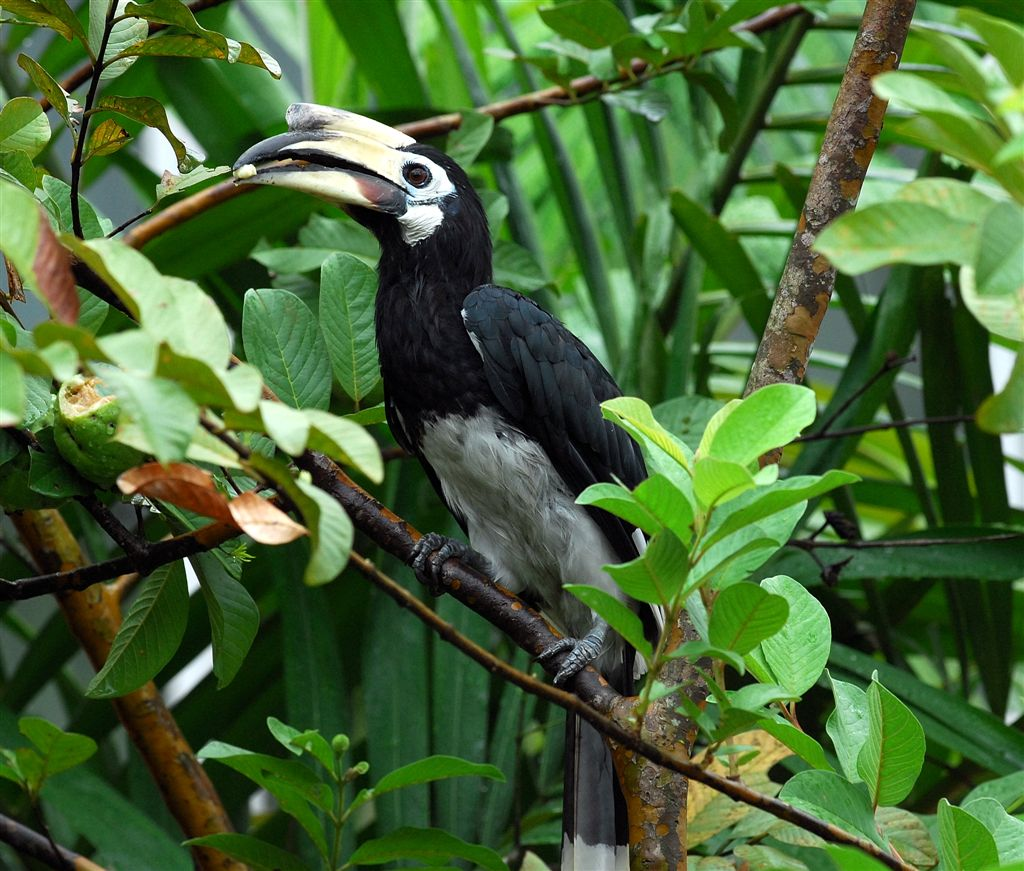
Femmina alla ricerca del cibo (Singapore).

Il bucero orientale si nutre soprattutto di frutti, ma integra la sua dieta con insetti e piccoli vertebrati. Come molti altri buceri, non beve mai acqua, ma assume i liquidi necessari da quel che mangia. Va in cerca di cibo prevalentemente tra le cime degli alberi; tuttavia, specialmente in prossimità dei fiumi, scende regolarmente a terra in cerca di cibo, muovendosi a piccoli balzi.
Come quella di molti altri buceri, la dieta del bucero orientale è costituita in gran parte da fichi, ma questo uccello mangia anche drupe e frutti della palma Corypha utan, bacche, frutti di varie piante rampicanti e papaye. Anche i frutti della palma da olio, importata in Asia dall'uomo, svolgono un ruolo importante nella dieta.
I buceri orientali catturano gli insetti in volo. Un esemplare addomesticato è stato visto catturare rondini ed estrildidi che volavano nelle vicinanze, mentre altri sono stati visti catturare con successo dei pesci in stagni poco profondi. Tra gli altri vertebrati che compaiono sul menu del bucero orientale figurano nidiacei di varie specie più piccole di uccelli, alcuni dei quali prelevati direttamente dai loro nidi nelle cavità degli alberi, nonché uccelli più piccoli adulti, pipistrelli, lucertole e serpenti. Vengono mangiati anche scorpioni, lumache, coleotteri, grilli, scarafaggi, falene, farfalle, cavallette e termiti.

### Comportamento

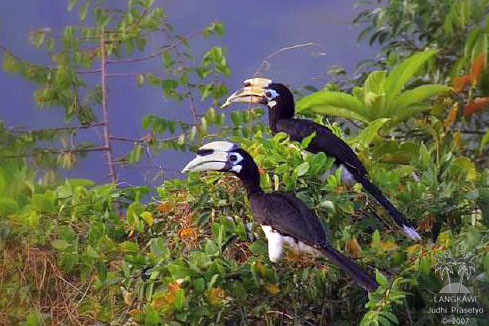
Due esemplari a Singapore.

I buceri orientali di solito vivono in coppia o in piccoli gruppi familiari di 4-6 individui. Fino a 50 esemplari appartenenti a questa specie possono radunarsi su alberi da frutto particolarmente ricchi, spesso associandosi ad altre specie frugivore. Dopo la stagione riproduttiva possono crearsi occasionali associazioni libere di 30-50 esemplari. Associazioni numerose si possono incontrare anche in prossimità dei luoghi di riposo notturni. In Thailandia sono stati osservati assembramenti anche di 130 individui. Generalmente il numero di esemplari che dormono in un tale luogo di riposo è variabile e, a differenza del bucero coronato, appartenente allo stesso genere, anche i luoghi di riposo vengono cambiati in continuazione.
Tali assembramenti in prossimità dei luoghi di riposo sono spesso individuabili a distanza a causa dei richiami rumorosi di questi uccelli. Le coppie nidificanti, al contrario, fanno udire la propria voce solo raramente e conducono di solito un'esistenza più riservata.
I buceri orientali amano prendere bagni di sole. Inclinano la testa da un lato e aprono leggermente una o due ali, arruffando le piume sulla testa, sul collo e sul dorso. Di solito si bagnano tra i rami resi umidi dalla pioggia. I buceri selvatici sono stati visti fare anche bagni di polvere sul terreno, ma finora tale comportamento non è mai stato osservato negli esemplari in cattività.

### Riproduzione

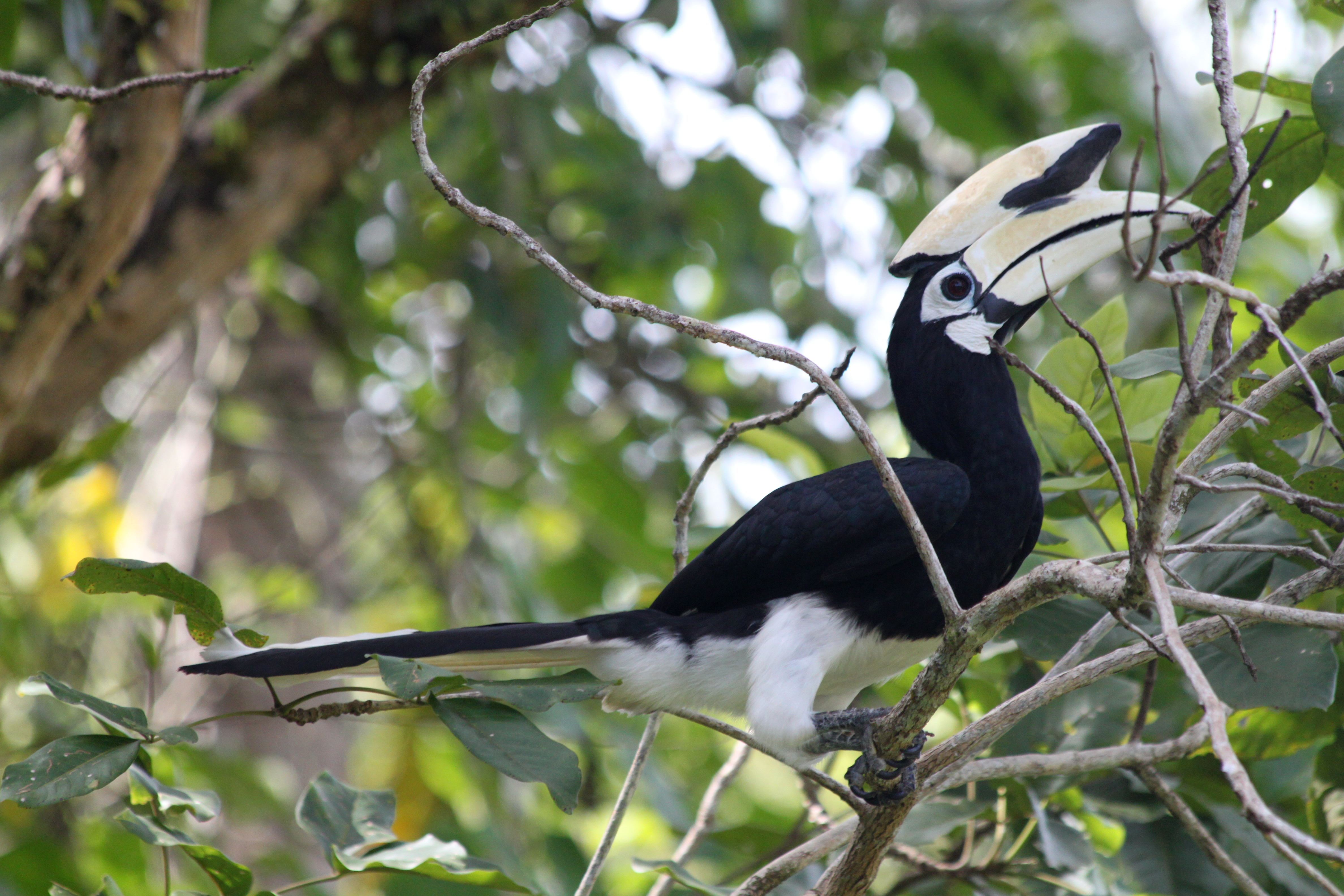
Un maschio nel Brunei.

I buceri orientali sono uccelli monogami. Gli esemplari accoppiati possono essere riconosciuti anche al di fuori della stagione riproduttiva, tra le altre cose, dal fatto che si lisciano le piume a vicenda e si offrono reciprocamente pezzi di cibo. Non vi è alcuna prova a indicare che i giovani esemplari partecipano all'allevamento della nuova nidiata, come talvolta si osserva in altri buceri.
I buceri orientali nidificano nelle cavità naturali degli alberi. Nell'areale occupato dalla forma nominale, questa specie deve competere per le cavità da occupare con il bucero ondulato e il bucero di Austen. Solo la femmina si occupa di adattare e pulire la cavità di nidificazione: il maschio rimane nei pressi emettendo dei suoni gorgoglianti, ma in seguito porta nel becco il terreno che la femmina usa per chiudere la cavità. L'intera stagione riproduttiva dura tra 79 e 89 giorni, di cui 25-27 giorni dedicati all'incubazione delle uova e 6-7 settimane deputate all'allevamento dei nidiacei. La nidiata di solito è composta da tre uova, ma in alcuni casi ne sono state trovate quattro. Il tempo dopo il quale la femmina lascia il nido è variabile: in alcuni casi la madre ha lasciato il nido 20 giorni prima che i giovani si alzassero in volo, mentre in altri essa ha abbandonato la cavità solo dopo che l'ultimo nato era volato via. Quest'ultimo comportamento è molto raro tra i buceri.
La femmina si mura nella cavità prima di deporre le uova, lasciando aperto solo uno spazio ristretto. Mentre è rinchiusa effettua la muta delle penne remiganti e timoniere. Il maschio nutre la femmina e successivamente la prole con cibo rigurgitato. Negli esemplari in cattività è stato riscontrato che una dieta ricca di proteine è una buona garanzia per il successo della nidificazione. In un caso un maschio trasportava al nido fino a dieci topi al giorno, nutrendo, oltre alla femmina, anche due o tre nidiacei. I giovani sono in grado di alzarsi in volo quando escono dalla cavità del nido, ma continuano ad essere nutriti dai genitori per tre settimane al massimo.

## Distribuzione e habitat

### A. a. albirostris

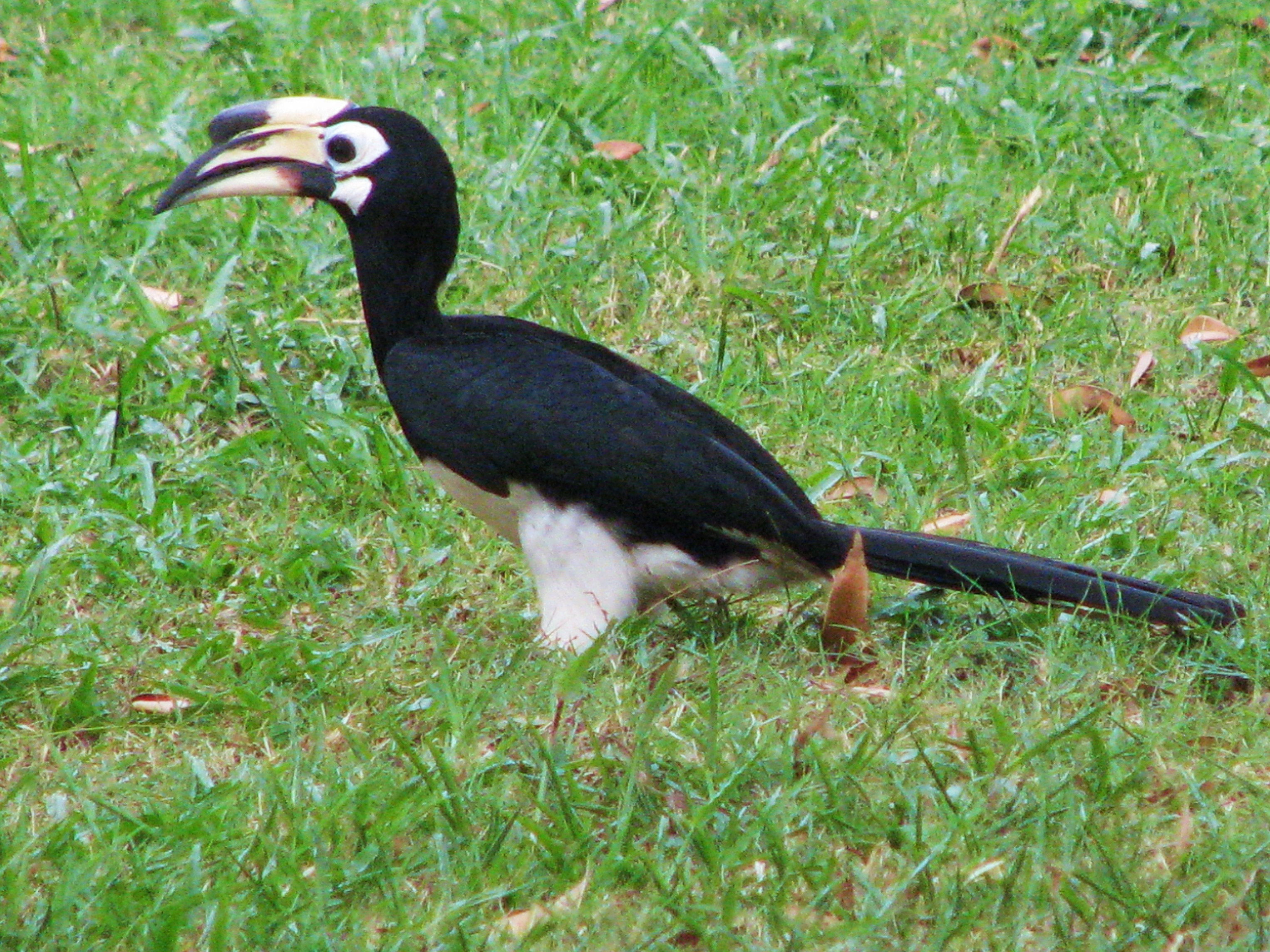
Femmina di bucero orientale.

Il bucero orientale settentrionale (A. a. albirostris), la forma nominale della specie, vive in India lungo le pendici dell'Himalaya, nelle regioni meridionali di Nepal e Bhutan, nel nord del Bangladesh, in Myanmar e nella parte occidentale della provincia cinese dello Yunnan e in quella meridionale di Xishuangbanna e Guangxi, in Vietnam, Laos e Cambogia. In Thailandia il suo areale si estende fino a Phatthalung, Phuket e Tarutao. La sottospecie nominale si incontra anche nel nord-est della penisola malese. In ogni parte dell'areale, è presente spesso anche sulle isole al largo delle aree costiere.
La sottospecie nominale si incontra ai margini delle foreste e nelle foreste aperte decidue e sempreverdi. Nel nord della Thailandia è presente fino a 670 metri di altitudine. È piuttosto adattabile e si può trovare anche nelle foreste costiere, nelle foreste lungo i fiumi, nei boschetti di bambù, nei giardini alberati e lungo le risaie. Sebbene questa sottospecie sia fondamentalmente sedentaria, nel sud del Nepal sono stati riscontrati spostamenti correlati alla disponibilità delle risorse alimentari.

### A. a. convexus
Il bucero orientale della Sonda (A. a. convexus) si incontra nel sud della Thailandia e nella penisola malese. Anche Singapore apparteneva all'areale storico della specie, ma oggi si trova principalmente nell'isola di Ubin nella parte nord-orientale del paese. La sottospecie vive anche su numerose isole dell'Indonesia. Essa è presente a Sumatra e nelle isole Riau, a Nias, nelle isole Batu, a Giava e nelle vicine isole di Legundi e Panaitan, nella parte occidentale di Bali, nel Borneo, nelle isole Tambelan e a Brunei.
La sottospecie è più comune nelle regioni costiere e nelle isole costiere. In queste regioni il bucero orientale può anche soppiantare in parte il bucero nero, il cui areale si sovrappone al suo. A Sumatra essa abita prevalentemente ai margini delle foreste e nelle regioni leggermente boscose di pianura, ma si incontra anche nelle foreste lungo i fiumi fino a 700 metri di altitudine.

## In cattività
I buceri orientali vengono occasionalmente ospitati nei giardini zoologici: un esemplare della sottospecie settentrionale visse in cattività per 21 anni, mentre uno della sottospecie della Sonda è morto ad almeno 29 anni.